# Partido Socialista del Reich
El Partido Socialista del Reich(en alemán y oficialmente: Sozialistische Reichspartei Deutschlands, abreviado SRP o SRPD) fue un partido político alemán originario de una escisión del Deutsche Rechtspartei (DKP-DRP). De ideología neonazi, anticomunista y anticapitalista, fue fundado en 1949 en Alemania Occidental. Sin embargo, tres años después se convirtió en el primer partido prohibido por el Tribunal Supremo alemán. Durante su corta existencia, su líder fue exmilitar Otto Ernst Remer y poseía una milicia paramilitar denominada Reichsfront.

## Historia
El partido fue creado el 2 de octubre de 1949 en la ciudad bajosajona de Hamelín, de la mano de Otto Ernst Remer, un antiguo oficial de la Wehrmacht que había jugado un rol vital al defender el régimen nazi durante el golpe del 20 de julio de 1944. En su fundación también destacaron Fritz Dorls, un autor de publicaciones völkisch, y Gerhard Krüger, antiguo líder de la Unión de Estudiantes Alemanes; estos dos últimos ingresaron en el SRP después de haber sido expulsados del Deutsche Rechtspartei. El SRP se consideraba el heredero legítimo del antiguo Partido nazi porque un número elevado de sus seguidores eran antiguos miembros del NSDAP. La fundación fue respaldada por el antiguo oficial de la Luftwaffe, Hans-Ulrich Rudel.

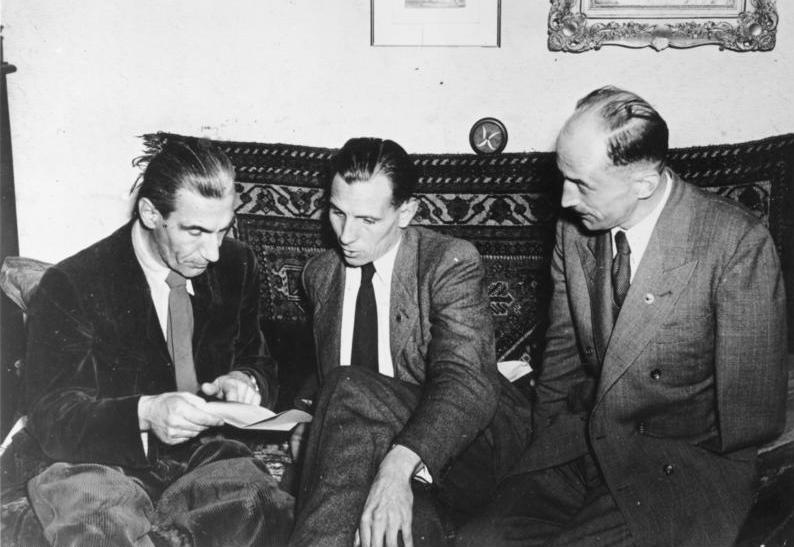
Los líderes del partido Dorls, Remer y Westarp durante una reunión, 1952.

Tras las Elecciones federales de Alemania de 1949, el partido proclamó que el Canciller Konrad Adenauer era una marioneta de los Estados Unidos y que el Gran Almirante Karl Dönitz era el último Presidente del Reich "legal" nombrado por Adolf Hitler. El SRP negó la existencia del Holocausto, proclamando que en el Campo de concentración de Dachau los norteamericanos habían construido las cámaras de gas, o que las filmaciones que se habían realizado en los campos de concentración eran falsas. También invocó una Europa liderada por un reunificado Reich alemán y que fuese contraria tanto al capitalismo como al comunismo. No obstante, a pesar de su política claramente anticomunista, el partido no llegó a mantener una política abiertamente contraria a la Unión Soviética.

## Ideología y programa

### Base ideológica
Gran parte del programa del SPR se basó en el programa del Partido Nazi.El partido se autodescribio como "nacionalsocialistas", aunque otra descripción muy común entres sus miembros era "Socialistas del Reich".El partido se veía a sí mismo como un "movimiento de liberación" y "resistencia nacional" del pueblo alemán que según ellos había sido ocupado por los Aliados.
En las elecciones el SRP se describía como socialista, antidemocrático, nacionalsocialista y antiamericano. El SRP utilizó una bandera roja con un águila negra, que deliberadamente intentaba parecerse a la Nationalflagge.
Exigió la nueva anexión de los antiguos territorios orientales de Alemania y una "solución de la cuestión judía". Según Karl Dietrich Bracher, "la propaganda del SRP se concentró en un vago 'socialismo popular' en el que los viejos nazis redescubrieron lemas gastados, y también en un nacionalismo cuyo campeonato del Reich y la guerra no era más que una continuación apenas disfrazada de la ideología del Lebensraum".El SRP también promovió el mito de la puñalada por la espalda, se estructuró de una manera muy jerárquica que recuerda al Führerprinzip, organizó reuniones en las que participaban guardias uniformados y logró presentar temporalmente a Remer como el protector del Tercer Reich contra los "traidores de la resistencia".

### Antisemitismo
El SRP mantuvo el antisemitismo heredado del nazismo, aunque al menos en un inicio. Con el pasar del tiempo, el SRP comenzó a moderarse y comenzó a renunciar a muchos de los prejuicios raciales de la Alemania nazi y comenzó a abandonar el racismo. Por lo que en sus estatutos declararían que la "cuestión racial" no era decisiva en el partido, por lo que, se permitían judíos.
Remer y el Partido, fueron muy conocidos en la RFA por ser negacionistas del Holocausto declarando que si bien el Partido Nazi cometió errores contra la población judía (esto según ellos en una época revolucionaria) estos serían exagerados por los norteamericanos e ingleses para satanizar al Tercer Reich.
El SRP sostuvo que las cámaras de gas eran parte de la "metodología revolucionaria" y que los nazis pospusieron la solución final al no haber un problema judío en Alemania. 

### Política exterior
En tanto política Exterior, el partido estuvo marcado por un fuerte antiamericanismo que lo llevaba a criticar a los Estados Unidos. El partido se autoproclamó "nacionalista-neutralista" y declaró mantener a Alemania neutral tanto de los Estados Unidos como de la Unión Soviética. En tanto con la cuestión del joven Estado de Israel, el partido mantuvo una política antisionista y consideró a Israel una "potencia enemiga" de Alemania.
En cuanto a la Unión Soviética, el Partido se presentó como anticomunista y por ende, antisovietico, presentando el Frente Oriental como una batalla por Europa. Pero dentro del SRP hubo muchas simpatías a la URSS y al Bloque del Este, por lo que en secreto era prosoviético.
El SRP llegó a tener alrededor de 10 000 miembros, con asociaciones afiliadas como la organización paramilitar Reichsfront. Debido a las medidas tomadas por el Ministerio alemán del Interior, el 23 de octubre de 1952 la justicia alemana declaró ilegal el partido por ir contra el artículo 21 de la Constitución alemana y prohibió que fuera refundado por otros movimientos. En previsión de aquel veredicto, los líderes del SRP ya lo habían declarado disuelto el 12 de septiembre de ese mismo año.

### Cristianismo
El SPR y sus miembros, sobre todo Remer, utilizaron una fuerte retórica cristiana en sus declaraciones. Por ejemplo, Remer llegó a comparar la caída del nazismo en 1945 con la muerte de Jesucristo y consideraba al Partido Socialista del Reich como los Primeros Cristianos que continuaron tras la muerte de Jesús en la cruz.

### Contra el militarismo
El SRP se opuso rotundamente al rearme de la Bundeswehr bajo el lema de "Soldados contra Remilitaristas". Según el SRP, la remilitarización del Estado sólo debería tener lugar después de que se haya restablecido completamente la condición de Estado y se haya asegurado la soberanía militar del Estado.

### Economía
El PSR se proclamó como un partido socialista, pero declaró que su socialismo sería antimarxista.Como parte del sistema exigido por el SRP (“socialismo alemán”), el partido prometió el derecho a la propiedad privada y a la iniciativa económica personal, pero quería una restricción de la libertad económica del individuo en el sentido de responsabilidad hacia la comunidad nacional. La propiedad debía considerarse como un préstamo de la comunidad nacional y cualquier uso de la propiedad que se considerara hostil a la comunidad nacional debía ser castigado con la expropiación. Se integraron elementos socialistas en la política económica, entre ellos: la exigencia de “participación de todos los creadores en el retorno económico de la producción”. Por otro lado, el SRP exigió la eliminación de los sindicatos.

### Hostilidad hacia la RFA y la cuestión sobre la democracia
Según el SRP, el Reich Alemán no había dejado de existir el 8 de mayo de 1945 y, el designado por Hitler como sucesor del cargo de Presidente del Reich, el almirante Karl Dönitz sigue siendo el jefe de Estado legítimo de Alemania, a quien se le impidió ilegalmente ejercer su cargo por los Aliados.
Los partidos políticos alemanes fueron tachados de burgueses y ridiculizados por el SPR. Comparando la historia, el SRP describió la República Federal como una Restauración posrevolucionaria, que estaba condenada al fracaso.
En tanto la democracia, el SPR abiertamente rechazo la democracia liberal de la RFA, pero nunca llegó a rechazar un estado democrático. La democracia nacionalsocialista vista por el SPR debe ser siempre y cuando “expresar la voluntad del pueblo”, este sistema de “liderazgo democrático” conducía en su lógica interna a la inevitable toma del poder por parte del partido, ya que el SRP se veía a sí mismo como el único partido que expresaba la voluntad del pueblo.
En cambio, el SRP pidió el establecimiento del “estado popular libre” y la “comunidad nacional” basada en la “buena idea básica del nacionalsocialismo”.

## Representación parlamentaria

Bandera del Partido Socialista del Reich

El SRP contó con 2 escaños durante la primera legislatura del Bundestag, cuando dos diputados (el propio Dorls y Fritz Rössler, electos en representación del Partido Derechista Alemán) se unieron al mismo. En mayo de 1951 ganaron 16 escaños en el Landtag de Baja Sajonia, habiendo obtenido el 11.0% de los votos en las elecciones estatales celebradas ese año. En octubre de 1951 obtuvieron 8 escaños en el Bürgerschaft de Bremen tras obtener el 7.7% de los votos. Sin embargo, cuando el partido fue prohibido en 1952, toda su representación parlamentaria fue anulada.